# Fidget spinner

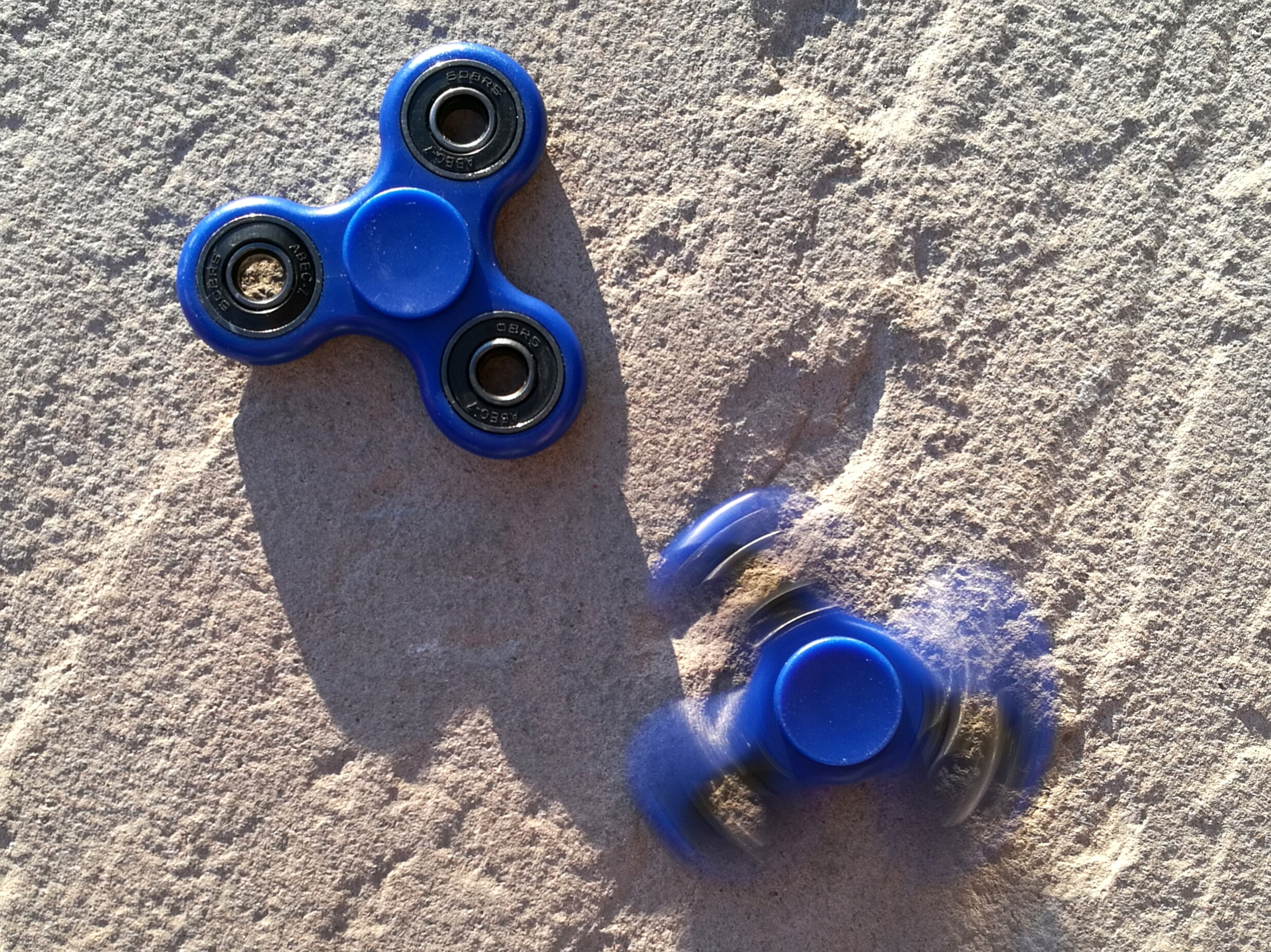
Typowy fidget spinner w spoczynku i kręcący się

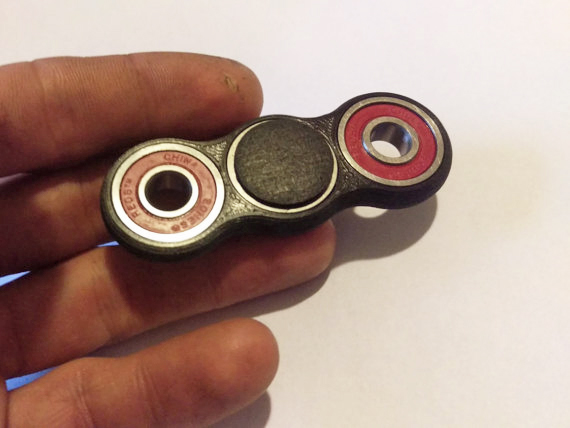
Wersja fidget spinnera z jednym centralnym i dwoma łożyskami w osi

Fidget spinner – zabawka zręcznościowa służąca do wprowadzania w ruch obrotowy tak, aby kręciła się długo i swobodnie wokół własnej osi. Fidget spinner w formie spopularyzowanej w 2017 roku składa się z czterech lub z trzech łożysk, połączonych wytrzymałym plastikiem lub metalem i przypomina kształtem trójkąt.

## Historia
Media wskazują, iż twórczynią zabawki była pierwotnie amerykańska inżynier Catherine Hettinger, która w 1993 złożyła wniosek patentowy. Początkowo celem tejże zabawki miała być pomoc w polepszeniu koncentracji oraz redukowaniu lęków i niepokoju u dzieci z ADHD i autyzmem, jednak sugerowanych właściwości terapeutycznych nie udowodniono. Zabawka spopularyzowała się w połowie 2017 roku, zyskując znaczne zainteresowanie zarówno w USA, jak i na świecie, w tym w Polsce.

## Krytyka
Według amerykańskiego tabloidu „New York Post” używanie fidget spinnerów zostało zakazane w wielu szkołach w USA w związku z protestami nauczycieli, którzy skarżyli się na negatywne działanie zabawki dekoncentrującej uczniów w trakcie lekcji. Fidget spinner krytykowany był również przez część amerykańskich organizacji chrześcijańskich jako narzędzie okultystyczne, które służy do stopniowego zniewalania dzieci i młodzieży. W polskich mediach podobne tezy o diabelskim charakterze zabawki pojawiły się m.in. na portalu Mały Dziennik oraz Telewizji Republika, która wskazywała również przypadki połknięcia elementów zabawki przez dzieci, które skończyły się dla poszkodowanych koniecznością skorzystania z pomocy medycznej.

## Budowa
Zwykły Fidget Spinner Składa się z czterech łożysk, trzy z nich znajdują się koło centralnego. Na centralne łożysko zwykle nałożone jest plastikowe kółko, które ma służyć jako uchwyt zabawki.